# Allium albovianum
Allium albovianum — вид трав'янистих рослин родини амарилісові (Amaryllidaceae), ендемік Грузії.

## Поширення
Ендемік Грузії (Самегрело).
Населяє вапняк; альпійський пояс.